# Нюберг, Гленн
Гленн Нюберг (швед. Glenn Nyberg; род. 12 октября 1988, Сетер, Коппарберг) — шведский футбольный судья. Судья ФИФА с 2016 года.

## Карьера
Гленн Нюберг стал обслуживать матчи в высшем дивизионе чемпионата Швеции в 2013 году.
В 2016 году стал арбитром ФИФА. В сезоне 2020—2021 годов Нюберг впервые отработал на матче Лиги Европы между Слободой из Тузлы и Бейтаром из Иерусалим. В сезоне 2022—2023 года впервые судил матчи Лиги чемпионов УЕФА. Также сопровождал матчи Лиги наций УЕФА, отборочные матчи чемпионата Европы 2020 года и чемпионата мира 2022 года, товарищеские матчи первых сборных.
Гленн был приглашён работать на матчах чемпионата Европы среди юношей до 21 года 2021 года, который состоялся в Словении и Венгрии. Судил один из полуфиналов турнира между Испанией и Португалией (0:1).
В апреле 2024 года был отобран одним из главных арбитров в числе 19 судейских бригад для обслуживания матчей Чемпионата Европы по футболу, который проходит в июне-июле 2024 года на футбольных полях Германии.

### Чемпионат Европы 2024
| Стадия         | Дата         | Город       | Стадион              | Команда 1 | Результат | Команда 2 | Предупреждён | Red card | Пенальти |
| -------------- | ------------ | ----------- | -------------------- | --------- | --------- | --------- | ------------ | -------- | -------- |
| Групповой этап | 17 июня 2024 | Мюнхен      | Альянц Арена         | Румыния   | 3:0 (1:0) | Украина   | 1 — 0        | 0 — 0    | 0 — 0    |
| Групповой этап | 24 июня 2024 | Дюссельдорф | Меркур Шпиль-Арена   | Албания   | 0:1 (0:1) | Испания   | 2 — 1        | 0 — 0    | 0 — 0    |
| 1/8 финала     | 1 июля 2024  | Дюссельдорф | «Меркур Шпиль-Арена» | Франция   | 1:0 (0:0) | Бельгия   | 3 — 3        | 0 — 0    | 0 — 0    |